# Serhy Yekelchyk
Serhy Yekelchyk (Kiev, 13 de noviembre de 1966) es un historiador canadiense, de origen ucraniano, profesor en la Universidad de Victoria.
Es autor de obras como Stalin's Empire of Memory: Russian-Ukrainian Relations in the Soviet Historical Imagination (University of Toronto Press, 2004) y  Ukraine: Birth of a Modern Nation (Oxford University Press, 2007), esta última ha sido descrita como una obra relativamente breve dirigida a los estudiantes. También ha sido editor de Europe's Last Frontier? Belarus, Moldova and Ukraine between Russia and the European Union (Palgrave Macmillan, 2008), junto a Oliver Schmidtke.